# Liste der Kulturdenkmäler in Schwalbach am Taunus
Die folgende Liste enthält die in der Denkmaltopographie ausgewiesenen Kulturdenkmäler auf dem Gebiet  der  Stadt Schwalbach am Taunus, Main-Taunus-Kreis, Hessen.
Hinweis: Die Reihenfolge der Denkmäler in dieser Liste orientiert sich zunächst an Stadtteilen und anschließend der Anschrift, alternativ ist sie auch nach der Bezeichnung, der vom Landesamt für Denkmalpflege vergebenen Nummer oder der Bauzeit sortierbar.
Kulturdenkmäler werden fortlaufend im Denkmalverzeichnis des Landes Hessen durch das Landesamt für Denkmalpflege Hessen auf Basis des Hessischen Denkmalschutzgesetzes (HDSchG) geführt. Die Schutzwürdigkeit eines Kulturdenkmals hängt nicht von der Eintragung in das Denkmalverzeichnis des Landes Hessen oder der Veröffentlichung in der Denkmaltopographie ab.

## Limesstadt
| Bild                          | Bezeichnung                   | Lage                                     | Beschreibung | Bauzeit | Objekt-Nr. |
| ----------------------------- | ----------------------------- | ---------------------------------------- | --- | ------- | ---------- |
| Friedhof und Friedhofskapelle | Friedhof und Friedhofskapelle | Limesstadt LageFlur: 44, Flurstück: 24/1 | Die Trauerhalle ist ein Entwurf von Helmut Hofmann. Das Dach ist schiefergedeckt und bildet über dem Eingang ein dreieckiges Vordach. Ebenfalls dreieckig ist die Rückfront, die zwischen den fächerförmigen Verstrebungen verglast ist. | 1967    | 53342 DDB  |

## Schwalbach
| Bild                              | Bezeichnung                            | Lage                                                     | Beschreibung | Bauzeit                | Objekt-Nr. |
| --------------------------------- | -------------------------------------- | -------------------------------------------------------- | --- | ---------------------- | ---------- |
| Wegkreuz                          | Wegkreuz                               | Am Brater o. Nr. LageFlur: 46, Flurstück: 212            | | 1725 bis 1775          | 46450 DDB  |
| Wasserwerk                        | Wasserwerk                             | außerhalb der Ortslage LageFlur: 1, Flurstück: 3/3       | Das technische Denkmal stammt von 1912. Es ist mit Natursteinen verblendet, die Türgewände und der Zierfries besteht aus Sandstein.                                                                           | 1912                   | 53344 DDB  |
|                                   |                                        | Bahnstraße 21 LageFlur: 26, Flurstück: 64/12             | Gründerzeitvilla von 1905, in Park mit altem Baumbestand gelegen. Verputzter Baukörper mit reicher Gebäudevariation, Sandsteingewände und Rustikaelemente, am Eck polygonales Türmchen mit geschweifter Haube | 1900 bis 1910          | 46451 DDB  |
|                                   |                                        | Borngasse 1 LageFlur: 14, Flurstück: 173                 | | Ende 18. Jahrhundert   | 46452 DDB  |
|                                   |                                        | Borngasse 2 LageFlur: 14, Flurstück: 496/174             | | 1725 bis 1775          | 46453 DDB  |
| weitere Bilder                    | Kapelle                                | Eschborner Straße 21 LageFlur: 29, Flurstück: 20/1       | | 1894                   | 46454 DDB  |
| Gesamtanlage Schwalbach am Taunus | Gesamtanlage Schwalbach am Taunus      | Lage                                                     | | 1700                   | 46449 DDB  |
|                                   |                                        | Hauptstraße 1 LageFlur: 13, Flurstück: 10                | | 1675 bis 1725          | 46455 DDB  |
|                                   |                                        | Hauptstraße 2, 4 LageFlur: 15, Flurstück: 98/1, 98/3     | | 1675 bis 1725          | 404664 DDB |
|                                   |                                        | Hauptstraße 5 LageFlur: 13, Flurstück: 329/13            | | 1675 bis 1725          | 46457 DDB  |
|                                   |                                        | Hauptstraße 9 LageFlur: 13, Flurstück: 15                | | Ende 17. Jahrhundert   | 46458 DDB  |
|                                   |                                        | Hauptstraße 11 LageFlur: 13, Flurstück: 16/3             | | Ende 17. Jahrhundert   | 46459 DDB  |
|                                   |                                        | Hauptstraße 13 LageFlur: 13, Flurstück: 20/6             | Gasthof „Mutter Krauss“, ehemals „Zum Hirschen“ | 1675 bis 1725          | 46460 DDB  |
|                                   |                                        | Hauptstraße 19 LageFlur: 13, Flurstück: 32               | | 1675 bis 1725          | 46461 DDB  |
| weitere Bilder                    | Katholische Pfarrkirche St. Pankratius | Hauptstraße 20 LageFlur: 15, Flurstück: 114, 421/116     | | 1754                   | 46462 DDB  |
|                                   |                                        | Hauptstraße 21 LageFlur: 13, Flurstück: 33/1             | | Anfang 18. Jahrhundert | 46463 DDB  |
|                                   |                                        | Kirchgasse 6 LageFlur: 15, Flurstück: 119                | | Ende 17. Jahrhundert   | 46464 DDB  |
| Ehemaliges Rathaus                | Ehemaliges Rathaus                     | Schulstraße 2 LageFlur: 14, Flurstück: 196               | Fachwerkbau mit Außentreppe errichtet um 1700. Sanierung 1981/82. | 1695 bis 1705          | 46465 DDB  |
|                                   |                                        | Schulstraße 4 LageFlur: 14, Flurstück: 195/8             | | Anfang 18. Jahrhundert | 46466 DDB  |
|                                   |                                        | Schulstraße 6/8 LageFlur: 14, Flurstück: 201/5           | | 1675 bis 1725          | 46467 DDB  |
| Ehemalige Schule                  | Ehemalige Schule                       | Schulstraße 7 LageFlur: 13, Flurstück: 44/7              | Schule errichtet 1835 von Eduard Zais (1804–1895), 1896 erweitert. Später Rathaus, heute Jugendzentrum | 1835                   | 46468 DDB  |
|                                   |                                        | Schulstraße 10 LageFlur: 14, Flurstück: 207/4            | | 1725 bis 1775          | 46469 DDB  |
|                                   |                                        | Taunusstraße 2 LageFlur: 15, Flurstück: 410/140          | | 1675 bis 1725          | 46470 DDB  |
|                                   |                                        | Taunusstraße 9a LageFlur: 14, Flurstück: 184             | | 1700                   | 46471 DDB  |
|                                   |                                        | Taunusstraße 10 LageFlur: 15, Flurstück: 163/3           | | Ende 18. Jahrhundert   | 46472 DDB  |
| weitere Bilder                    | Katholisches Gemeindehaus              | Taunusstraße 13 LageFlur: 14, Flurstück: 170/4           | | 1725 bis 1775          | 46473 DDB  |
| weitere Bilder                    | Wegkreuz                               | Taunusstraße/Grüneburgweg LageFlur: 15, Flurstück: 206/1 | | 1786                   | 46474 DDB  |